# منیرالدین بروجردی
جمال‌الدین بن ملا علی بروجردی یا منیرالدین بروجردی اصفهانی معروف به حاج آقا منیرالدین بروجردی در شهر بروجرد به دنیا آمد و از علمای مبارز اصفهان در زمان قیام تنباکو و جنبش مشروطه ایران است.

## اساتید
- محمدباقر نجفی اصفهانی
- سید محمدباقر خوانساری
- میرزای شیرازی[۱]
- میرزا ابوالمعالی

## قیام تنباکو
با آغاز به کار کمپانی انگلیسی رژی پس از انعقاد قرارداد رژی (انحصار تنباکو و توتون) میان دولت ایران و این کمپانی، اعتراض‌ها آغاز گردید. اصفهان، شیراز و تبریز پیشتاز این اعتراضات بودند. در اصفهان حاج آقا منیر الدین بروجردی و میرزا علی محمد اژه‌ای به اشاره آقا نجفی اصفهانی برای نخستین بار فتوای تحریم استعمال توتون و تنباکو را صادر کردند.
حاج آقا منیر الدین بروجردی سپس به سامرا رفته و اخبار اصفهان را به میرزای شیرازی رساند.

## آثار
- الفروق بین الفریضة و النافلة، که در آن دویست فرق ذکر شده است.
- المحاکمات بین صاحبی القوانین و الفصول
- منظومه‌ای در تتمیم الدرة البحر العلومیة، در فقه
- الالفیه فی تراجم اسائذه و سیرالعماء
- منظومه فی الرجال
- منظومه اصحاب الاجماع

## شاگردان
- سیدمحمدتقی موسوی اصفهانی (صاحب مکیال المکارم)،
- میرزا محمدباقر فقیه ایمانی (پدر مهدی فقیه ایمانی که توسط گروه فرقان ترور ناموفق شد)، ..
- مجدالدین نجفی اصفهانی

## درگذشت
وی در ۱۷ ربیع‌الثانی ۱۳۴۲ از دنیا رفت و در تخت فولاد، تکیه ملک دفن شد.